# Satèl·lit troià

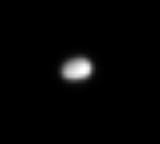

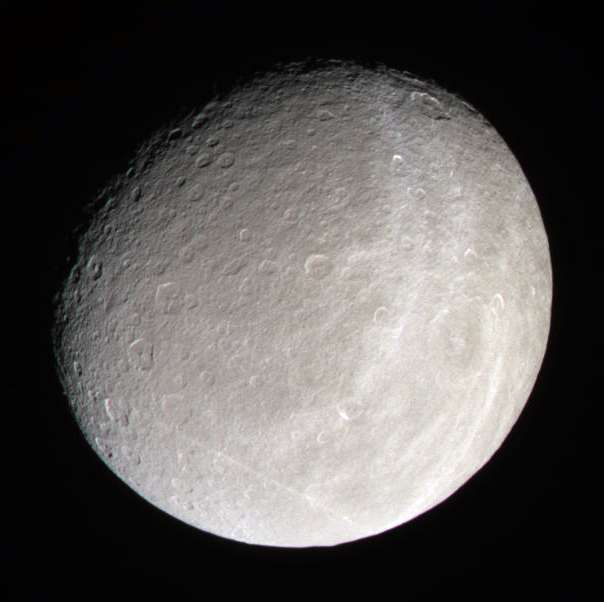

Parlant estrictament, el terme Troià només s'ha d'aplicar a aquells asteroides (asteroides troians) que ocupen els Punts de Lagrange L 4  i L 5  del sistema Sol-Júpiter. No obstant això, aquest terme s'aplica més generalment a qualsevol cos que ocupa els punts triangulars de Lagrange de qualsevol sistema; si es tracta d'un planeta i un dels seus satèl·lits s'anomenen satèl·lits troians.
- El sistema Terra-Lluna no té cap satèl·lit en L 4  i L 5 , encara que si pareix haver-hi una acumulació de pols.
- Al voltant de Saturn i el seu satèl·lit Tetis: (Telesto ocupa el lloc L 4  i Calipso el lloc L 5 ).
- El satèl·lit de Saturn Dione té a Helena en el lloc L 4  i a Pòl·lux en el lloc L 5 , aquesta última lluna va ser descoberta recentment per la nau Cassini.